# 紅き大魚の伝説
紅き大魚の伝説（あかきたいぎょのでんせつ、繁体字中国語: 大魚海棠、簡体字中国語: 大鱼海棠、拼音: Dàyú Hǎitáng、英題：Big Fish & Begonia）は、2016年に公開された中華人民共和国のファンタジーアニメ映画作品。アニメーション作家の梁旋、張春の監督デビュー作であり、二人が設立したアニメ制作会社B&Tが手がけた初の商業作品でもある。
本国では2016年7月8日に3D形式で上映され、2018年4月6日にはアメリカ合衆国、同月18日にはイギリスでも上映された。日本では2017年に開催された第16回東京アニメアワードにおいて『ビッグフィッシュ アンド ベゴニア』の題名で上映されたのち、Netflixにて配信されている。

## 概要
本作の監督である梁旋と張春がインターネット上に公開した自主制作の短編アニメ動画を基に企画し、完成に至るまで12年もの期間を要した作品。異世界に暮らす少女が、自らの命と引き換えに自分を救ってくれた少年を生き返らせようとする姿を描いている。中国では製作資金の一部をクラウドファンディングで調達したことで話題となり、公開当時、初日と初週の売り上げが国内アニメ映画の興行記録を更新するなど、大きな成功を収めている。また、アヌシー国際アニメーション映画祭やロンドン映画祭など国内外の映画祭にも出品されている。
本作は『荘子』をはじめとする中国の古文書や神話を題材にしており、中でも『荘子』に書かれた「鯤」(こん)とよばれる大魚にまつわる話が、本作のストーリーの元となっている。原題の『大魚海棠』については、梁によれば"大魚"は少年、"海棠"(カイドウ)は少女を表すと同時に、それぞれ"自由"と"思い"を象徴するものであり、全体を通して、
人間の心が持つ「強さと柔らかさ」という二面性を表したものとなっている。

## あらすじ
海の奥深くにある、神に仕える者たちが住まう世界。そこでは、それぞれ水・火・土・金・木を司る力を持つ五つの一族が集まって暮らしており、人間界を管理していた。
主人公のチュンは16歳の誕生日を迎えたその日、成人の儀式で生まれて初めて人間界へと赴く。途中嵐に襲われた彼女は網に引っかかり、身動きが取れなくなってしまったところを一人の少年に助けられるが、彼は不幸にも溺れ死んでしまう。我が身を捨ててまで自分を助けてくれた少年の献身さに心を打たれたチュンは、助けてもらった恩を返すために、彼を生き返らせることを決意する。
チュンは人間の魂を管理するリンポーと取引をし、自らの寿命の半分と引き換えに一匹の小魚を譲ってもらう。その小魚こそ、チュンを救ったあの少年の魂が姿を変えたものであった。リンポーはチュンに、人間として生き返らせるには小魚を大魚になるまで育てる必要があると教えるが、彼女の世界では、人間の魂の化身である小魚を育てるのは自然の摂理に反する行いとして禁じられていた。そのためチュンは誰にも知られぬよう密かに小魚を育てるが、ある日幼馴染のチウに小魚を育てていることがばれてしまう。しかし事情を知った彼は秘密を守ることを彼女に約束する。小魚はクンと名付けられ、二人は共にクンの成長を見守るようになった。しかしクンが大魚へと育つにつれ、チュンの世界には天変地異が起き始めるようになり、やがてクンの存在はチュンの家族や他の住人たちに知れ渡ってしまう。チュンとチウは彼らからクンを守るために人間界へ逃がそうとするが、さらなる困難が二人を待ち受けていた。

## 登場キャラクター
※一部を除き、キャラクター名の表記は中国語読みに基づいている。
チュン (椿)本作のヒロインである少女。16歳。カイドウの成長を司っている。頑強で生真面目な性格だが、根は繊細で、人間界に対し強い好奇心を持っている。
成人の儀式で人間界を訪れた際、嵐に襲われ、そこで自分を助けてくれたクンに恩返しをするため、彼を生き返らせようとする。
名前は、『荘子』逍遥遊篇に記された「上古有大椿者、以八千歳為春、八千歳為秋」(上古に大椿なる者あり。八千歳を以て春と為し、八千歳を以て秋と為す)という文章から来ており、
原語表記では、中国語で「春」と同じピン音である「椿」の字があてがわれている。
チウ (湫)
チュンの幼馴染の少年。17歳。秋風を司っている。幼い頃に両親を亡くしたため、ペイの下に引き取られて育った。
親のしつけを受けることなく育ったため、恐れ知らずで勇敢な性格だが、内心では自分の愛する人が苦しむことを一番恐れている。
クンに対するチュンの思いを受け止め、クンを生き返らせるために協力する。
チュン同様、名前は逍遥遊篇の「上古有大椿者、以八千歳為春、八千歳為秋」の文章から取られており、原語表記では、中国語で「秋」と同じピン音である「湫」の字があてがわれている。
クン (鯤)
チュンが人間界で出会った少年。嵐に襲われていたチュンを助けたが溺れ死んでしまい、死後魚となってリンポーの下で管理されていた。のちにチュンに引き取られ、クンと名付けられる。妹がいる。
張は彼について「人間そのものを象徴する存在」であると述べており、彼が魚になった時の姿はクジラやイルカなどを参考にデザインされている。
リンポー (霊婆)
人間の魂を司る魂の番人。体は人間で頭が魚という姿をしており、大抵あくどい取引を持ち掛ける。チュンにクンを譲り渡す代わりに、彼女の寿命の半分を奪い取った。
シューポー (鼠婆)
悪人の魂を司る老婆。かつては天界の住人だったが、掟に逆らったために追放された。下水道を住みかにしており、悪人の魂の化身であるネズミたちを引き連れている。
皮肉屋な性格で、若い男をもてあそぶのを好み、とある目的から人間界へ行くことを企んでいる。
ピエ (丿)
チュンの祖父。高名な医師であり、薬草と仙薬を司っている。
フォン (鳳)
チュンの母親で、木の一族の長老の一人。娘のチュンに対しては、自分と同程度の力を受け継いでいるという期待を寄せている。
シュー (樹)
チュンの父親。
ペイ (珮)
チウの祖母であり育ての親で、水の一族の大長老。成人の儀式を執り行っている。
イン (胤)
雨雲と雷を司る雲仙を母に持ついたずら好きの少年。母親同様、雲を司る力を持っている。
ティンムー (廷牧)
チュンとチウの知り合いである少年。二人とは子供の頃からの付き合い。チュンと同じ成人の儀式で人間界へと渡る。妹がいる。
ルーシェン (鹿神)
チュンの世界の住人の一人。上半身が人間で下半身が鹿という姿をしており、頭に角を生やしている。酒造りの名手でもあり、「孟婆湯」という薬をよく人に薦めている。
『山海経』に登場する妖獣・夫諸(ふしょ)がモデルとなっている。
后土 (こうど)
本作に登場する、中国神話の地母神。
祝融 (しゅくゆう)
本作に登場する、中国神話の火の神。
赤松子 (せきしょうし)
本作に登場する、中国神話の仙人。中国では雨を司る神として崇められている。
句芒 (こうぼう)
本作に登場する、中国神話の木と春の神。
嫘祖 (るいそ)
本作に登場する、中国神話の人物。中国においては養蚕の祖として知られる。
蓐収 (じょくしゅう)
本作に登場する、中国神話の金と秋の神。
毛人 (もうじん)
チュンの世界の住人。体中が毛に覆われている。
恐怖の神 (害怕之神)
チュンの世界の住人。恐怖を司る神であるが、対照的に優しげな顔をしている。宴が大好き。
三手、圈圈、喇嘛鳥
チュンの世界の住人。
この他にも本作には、白沢、貔貅、鳳凰、帝江といった中国神話上の生物が登場する。

## キャスト
| 役名             | 原語版声優   | 日本語吹替版声優 |
| ---------------- | ------------ | ---------------- |
| チュン           | 季冠霖       | 雨宮天           |
| チュン           | 潘淑蘭(老年) | 沢田敏子         |
| チウ             | 蘇尚卿       | 千葉翔也         |
| クン             | 許魏洲       |                  |
| リンポー         | 金士傑       | 麦人             |
| シューポー       | 楊婷         | 佐々木優子       |
| ピエ             | 王徳順       |                  |
| フォン           | 張媛媛       |                  |
| シュー           | 薛立方       |                  |
| ペイ             | 潘淑蘭       |                  |
| イン             | 鄭海音       |                  |
| ティンムー       | 程宇         |                  |
| ルーシェン       | 姜広涛       |                  |
| 后土             | 王徳順       |                  |
| 祝融             | 馬正陽       |                  |
| 赤松子           | 張傑         |                  |
| 句芒             | 宝木中陽     |                  |
| 嫘祖             | 劉校妤       |                  |
| クンの妹         | 九兒         |                  |
| ティンムーの母   | 黄蕾         |                  |
| ティンムーの祖母 | 陳坤         |                  |
| ティンムーの妹   | 馮欣然       |                  |
| 毛人             | 周玉廣       |                  |

その他吹き替え：田谷隼、バトリ勝悟、石井マーク、佐々木省三、熊谷海麗、宮寺智子、小林さやか、吉岡茉祐、宮本佳那子、田所陽向、櫻庭有紗

## 製作

### 企画から製作に至るまで
本作の監督を務めた梁旋と張春は、アニメーション作家となる前は清華大学に通う学生で、当時それぞれ熱工学科と美術学院に在籍していた。2003年に同大学を中退した二人はアニメーション制作に乗り出し、当初は借りていた住居の家賃を支払うための賞金を獲得するために、商業作品専門のコンテストに参加していた。2004年に梁は自身が見た「大きくなりすぎた魚が自分の居場所を求め、空へ飛び立っていこうとする」という内容の夢を作品にすることを思い立ち、張と友人ら数名と共に、本作映画の元となる7分間のFlashアニメ動画を制作した。動画は同年5月に公開され、ネット上で好評を博した。二人はこれを機に、短編を長編映画にすることを決意する。
2005年に梁と張はアニメ制作会社B&Tを設立し、他の商業案件をこなす傍ら、製作予算の調達に取り掛かった。2007年の終わり頃、映画製作が本格的に始動し、2年後の2009年に脚本の草稿の執筆が完了した。また、この頃に本作のサンプル版ムービーが制作された。しかし2010年の初め、資金難に陥ったことにより、製作は一時中断される。梁と張は何人かの投資家のもとを訪ね、資金提供を募った。投資家からは映画の世界観に強い関心を持ってもらえたものの、製作に関しては不可能であり、たとえ完成したとしても市場では受け入れられないだろうと判断され、結局いずれからも資金提供は得られなかった。これは製作当時、中国の映画市場では子供向けのアニメ作品が人気を集めていたため、「アニメは子供のためのもの」という印象が強かったことが影響していた。梁は資金提供を受けられなかったことについて、「結局のところ、僕らは新参者でしかなかった。そんな僕らに、どうして映画作りを任せられるでしょう」と語っている。
転機が訪れたのは、2013年6月初旬のことであった。梁は中国のSNS微博(ウェイボー)にてクラウドファンディングによる資金援助を呼び掛けたところ、45日間で3596人が出資を行い、当初予定されていた目標額120万元を大きく超える150万元以上の資金を調達することに成功する。これは中国におけるアニメ関連のクラウドファンディングで過去最高の出資額とされている。さらに同年11月、中国の映画配給会社・光線伝媒から500万ドルの出資を受けたことにより、資金面での問題が解決された。同社社長の王長田は出資を決めた理由として、クラウドファンディングのサイトにあった本作のプレゼン動画を目にした際、「これは奇跡を生む作品だとすぐに分かった」からだとし、本作を「中国アニメ映画の新たな象徴」と称えている。
2014年には韓国のアニメ制作会社スタジオミールが参加し、アニメーションの仕上げが行われた。また、本作の製作にあたって、梁はサンプル版に含まれていたいくつかのシーンをカットし、新たにシーンを追加したことを明かしている。

### キャラクターおよび異世界のデザイン
主人公であるチュンのキャラクターデザインは2004年に公開された短編版を基にしており、のちにチウとクン、その他キャラクターのデザインが進められた。特にクンに関しては、魚となった姿のデザインを決める段階で「親指サイズ」「イルカ」「翼の生えたクジラ」の3パターンが用意された。また、豊かな表情を出すために、頭部の形状は犬やオオカミなどの特徴が取り入れられた。
本作の主な舞台となる異世界は、中国福建省にある土楼建築とその周辺地域の環境がモデルになっており、梁と張は実際に現地を訪ねて入念なリサーチを行っている。張曰く土楼建築は「鳥かごをイメージさせる」ものであり、本作において「自由を求めて外の世界へ飛び出していく」というテーマを暗示するものとなっている。

### アニメーション
本作は2DアニメとCGを組み合わせた手法で制作され、400人以上のスタッフが携わった。CGは群衆アニメーションやテクスチャ表現の他、背景制作においてはカメラマッピング(CGで生成した3D空間に2Dの原画を配置し、奥行き感を演出する手法)で用いられた。キャラクターのアニメーションは、手書きの原画をスキャンしてコンピューターに取り込む手法やFlashを用いて制作されている。
本作で使用したソフトウェアはFlashの他に、アニメーションの制作や色付けにRETAS STUDIO、ストーリーボードの制作にSAI、CG制作にMayaやHoudini、Nukeが使用されている。

### 音楽
本作で使用された楽曲は吉田潔が作曲を務めた。なお短編版では、過去に吉田がNHKのドキュメンタリー番組「NHKスペシャル」内で放送された『日本人 はるかな旅』のために作曲したBGMが使用されている。

## 公開とマーケティング
中国では2016年4月に本作の製作発表会が開かれ、5月にオリジナルの予告編が公開された。6月14日にはイーソン・チャンが歌う主題歌『在這個世界相遇』(この世界で出会う)が発表され、同月23日にオフィシャルポスターが公開された。さらに29日には水墨画によるキャラクターポスターが公開され、7月6日に北京でのプレミア上映が行われたのち、8日に一般公開された。

## 公開後の反応

### 興行収入
中国本土での本作の興行収入は、初日で7370万元、初週で2億2400万元、累計では5億6500万元を記録している。

### 批評
中国での本作の批評は、賛否両論の結果となった。本作は映像面において高く評価されている一方、ストーリーやキャラクターの設定に関しては否定的に評価されている。
本国の新聞紙である北京日報は、「多くの伝統文化の要素を吸収しながらも、映像のスタイルは非常に革新的である。本作は日本アニメのスタイルを巧みに取り入れることで、地元に伝わる文化的要素を全く新しいものに変えている」と評した。羊城晩報も中国特有の民族文化に加え、「人間と自然の調和」や輪廻転生といった東洋哲学の思想が取り入れられていると述べ、ストーリーラインには欠陥があるとしたうえで、「技術的な面や独創性の面においても、素晴らしいアニメ作品だ」と評した。網易は「様々な古典からのイメージがストーリーと結びついており、土楼建築、麻雀、民族衣装といった中国特有の文化的アイテムがプロットに落とし込まれている」とし、「映画の隅々に至るまで中国の美的センスを感じ取ることができ、
中国伝統文化の利用・継承を最高の形で実現している」と評した。
これら好意的な評価に対し、エンターテインメント関連のニュースサイト新浪娯楽は、映像は東洋古典の趣に満ちているとしながらも「中国的な要素はどこにも見当たらず、古典に記された神話の神秘的な背景が取り除かれている」と評した。また、本作のストーリーを「単純な関係とあからさまな動機に基づく純愛物語」とし、主要キャラクターであるチュン、チウ、クンの三人が劇中三角関係に至る展開は、「本作をより一層ご都合主義的なものにしている」と批判した。加えて、本作の3D上映については、「シンプルかつ写実的な手書きアニメを3D変換することに意味があるとは到底思えない」としている。光明日報も、美術面については好意的な評価を下しているものの、「キャラクターとプロットは、映画により深く豊かな世界をもたらすことはなく、多くの文化的なシンボルが失われており、さらには『派手派手しい』とまで批判されている」と記している。その理由としては、「映画が意図している『中国風のスタイル』が美術・美学的なレベルにとどまっており、東洋哲学がキャラクターやプロットに完全に反映されていない」からだとしている。
上記批評以外にも、中国のネット上では映画を見たユーザーらによる本作への批判が噴出した。その多くが上記同様ストーリーの内容やキャラクターに対するものであり、そうした影響を受けてか、映画レビューサイト「豆瓣電影」での評価は当初8.1あったスコアが6.6にまで下がっている。こうした批判が生まれた要因としては、メディアを通じて展開された宣伝が過度に観客の期待を煽り、実際の映画の内容とかけ離れたものとなってしまっていることや、別の要因として中国のアニメ業界が他国と比べてまだ十分に発達していないため、完全な製作システムが成り立っていないことが挙げられている。

#### アメリカ・イギリスでの批評
アメリカの映画批評集積サイトRotten Tomatoesは、30件もの批評家のレビューを基に、本作の満足度を90%、平均点7.2/10と高い評価を与えている。同サイトでは批評全体の総括として「美しく描かれたアニメーションのスタイルが一体となって、懐の深い、驚くほど複雑で教えに満ちた魚の物語を、見事完璧な作品に仕上げている」としている。Metacriticでは10件のレビューを基に平均値72点という評価を下した。
ハリウッド・リポーターのシェリー・リンデンは、「中国のおとぎ話や斬新なファンタジー、成長もののアドヴェンチャー、そして切ないラブストーリーがダイナミックに融合した、大人に贈る感涙必至の寓話」と本作を紹介し、「遊び心に満ちていながら、多くのアニメ映画で見受けられるような、あまりにもくどいおふざけには頼っていない」と評した。CNETのリチャード・トレンホルムは、「(本作の)幻想的な夢の世界は、CGと伝統的な画風のアニメーションとの組み合わせで美しく表現されている。魂のこもったキャラクターと豊かな色彩で描かれた広大な場景はこの物語を生き生きとしたものにしている」と評した。ヴァラエティのピーター・デブルージは本作を「出来る限り魅力的に仕上げられた、ほとんど理解不能な寓話」とし、「梁旋と張春が生み出した唖然とするほどお粗末な物語は、論理的に考えて、観客を眠気に打ち勝たせるには力不足だ」と評した。ガーディアンのキャス・クラークは、アニメーションに関しては「スタジオジブリとほぼ同じくらいに豪華」としながらも、ストーリーについては冗長的でまとまりがなく、プロットやロジックが無視されていると指摘しており、「私にとってこの映画はあまりにも風変わりすぎていて、感動するには値しない。(中略)目を見張るほどの華麗な映像と独特なキャラクターが織りなすさまは魅力的である反面、胸に迫るほどの深みはない。そして、『この作品はいったい何を伝えようとしているのか』という疑問は決して頭から離れないだろう」と評した。

## スタッフ
- 監督：梁旋、張春[61]
- 脚本：梁旋 [61]
- 原作：梁旋[61]
- 製作：易巧、陳潔、呉洋、劉同、羅燕艶、魏芸芸、陳力之、ユ・ジェミョン[61]
- 製作総指揮：王長田、李曉萍、張春[61]
- 助監督：姜喜撒、李煒、劉陽、裴斐[61]
- 編集：屠亦然[61]
- キャラクターデザイン：張春、虢子楷、趙智成、王鵬[61]
- 背景：張春、王一斐、余志成[61]
- 美術監督：張春[61]
- 音楽：吉田潔[61]
- 録音：曾景祥[61]
- アニメーション制作：B&T[61]、スタジオミール
- 製作会社：北京光線影業有限公司（中国語版）、霍爾果斯彩條屋影業有限公司[61]

### 日本語吹替版スタッフ
- 演出：打越領一[25]
- 翻訳：鈴木真理子[25]
- 録音・調整：菊池悟史[25]
- 制作・録音スタジオ：ACクリエイト[25]

## 主題歌
主題歌「在這個世界相遇」(この世界で出会う)
作詞:田曉鵬、作曲:竇鵬、歌:イーソン・チャン
エンディングテーマ「湫兮如風」(そよそよと吹く涼風)
作詞:梁旋、作曲・編曲:吉田潔、歌:徐佳瑩
イメージソング「大魚」
作詞:尹約、作曲・編曲:錢雷、歌：周深

## 主な映画祭への出品
- 第24回シュトゥットガルト国際アニメーション映画祭 長編部門[65]
- 第26回アヌシー国際アニメーション映画祭 長編部門[66]

## 受賞リスト
| 年     | 映画祭・賞                             | 部門             | 対象               | 結果       | 出典          |
| ------ | -------------------------------------- | ---------------- | ------------------ | ---------- | ------------- |
| 2016年 | 第53回金馬奨                           | 最優秀歌曲賞     | 徐佳瑩『湫兮如風』 | ノミネート | [ 67 ] [ 68 ] |
| 2017年 | 第31回金鶏百花映画祭                   | 最優秀美術賞     | 紅き大魚の伝説     | ノミネート | [ 69 ]        |
| 2017年 | 第16回ANILOGUE国際アニメーション映画祭 | 最優秀長編映画賞 | 紅き大魚の伝説     | 受賞       | [ 70 ] [ 71 ] |